# Cinta senese
La Cinta senese è una razza suina italiana.
A livello europeo, nel marzo 2012, la denominazione Cinta senese - riservata esclusivamente alle carni suine di animali nati, allevati e macellati in Toscana secondo tradizione - ottiene il marchio denominazione di origine protetta (DOP). Il Consorzio di Tutela della Cinta senese ha pubblicato un disciplinare sulle caratteristiche dell'allevamento.

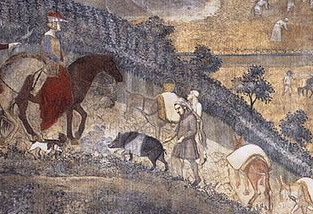
Raffigurazione nell'affresco di Ambrogio Lorenzetti

## Storia
È una razza rustica particolarmente antica - che trae il nome dalla sua area di diffusione, le colline del senese - e probabilmente già allevata al tempo dei Romani. Le prime attestazioni sicure della sua presenza risalgono al tardo Medioevo quando Ambrogio Lorenzetti ritrasse la specie in un proprio affresco del 1338, dal nome Allegoria ed effetti del Buono e del Cattivo Governo (nel riquadro La campagna ben governata), conservato nel Palazzo comunale di Siena. Un'altra testimonianza si ritrova in uno degli affreschi raffigurante un S. Antonio (considerato il protettore degli animali domestici), all'interno dell'Oratorio di S. Bartolomeo a Prato, datato tra il 1375 e il 1380. Fu rappresentata anche in dipinti e affreschi anche precedenti, dal XII secolo.
La razza era probabilmente conosciuta anche al di fuori della Toscana; fu rappresentata anche in altri dipinti, ad esempio nella Cappella dell'Annunziata della Chiesa di san Sebastiano di Venezia, in un'opera pittorica di esecuzione faentina, datata 1510.
La razza è originaria della Montagnola Senese, un territorio boscoso delimitato dalla vallata del fiume Merse e dalla vallata del fiume Elsa, a nord di Siena. In seguito la razza si è diffusa a nord verso il Mugello e il Valdarno e a sud verso la Maremma. Attualmente questi suini vengono allevati in quasi tutta la Toscana, sia al pascolo brado integrale, sia semibrado con l'impiego di semplici porcili e integrazione alimentare. Infatti la vegetazione della Macchia mediterranea fornisce abbondante nutrimento (castagni, lecci, cerri, corbezzolo, ecc.), ma nei periodi di minore disponibilità naturale la nutrizione viene integrata artificialmente. L'allevamento misto consente di arrivare alla massima produttività.
Negli anni quaranta del XX secolo la Cinta senese era considerata la più importante razza suina della Toscana. Era diffusamente allevata, anche a livello famigliare in campagna. Veniva incrociata la scrofa Cinta senese con il verro Large White per ottenere in prima generazione un meticcio, detto "bigio" o "tramacchiato", che aveva caratteristiche di maggiore prolificità e di più precoce raggiungimento dell'età di macellazione insieme con il maggior adattamento allo stato brado. Il meticcio era anche utilizzato dai caseifici del Nord Italia per la produzione del suino Pesante; i caseifici utilizzavano il siero residuo dalla casificazione per alimentare i suini.
Negli anni trenta, l'Ispettorato Provinciale dell'Agricoltura di Siena attuò un'azione di miglioramento genetico e l'apertura di un Libro genealogico. Il registro venne poi chiuso negli anni sessanta a causa della drastica contrazione demografica. Successivamente, grazie al lavoro di alcuni appassionati allevatori della zona di origine e dell'Associazione Senese Allevatori, la Cinta senese ha presentato negli anni novanta un'inversione di tendenza ed è dunque sopravvissuta agli anni bui del periodo 1970-1980.
Il 7 agosto 1997 e il 6 marzo 2001 sono due date importanti della recente storia della popolazione di suini appartenenti al tipo genetico Cinta senese. La prima data è quella del Decreto con il quale il Ministero delle Politiche Agricole e Forestali istituì un'apposita sezione del Libro Genealogico della specie suina per la salvaguardia della razza. Nella seconda data venne istituito il Registro Anagrafico della specie suina da parte dello stesso Ministero con DM 20871 del 6.3.2001 successivo alla legge del 3 agosto 1999 n. 280. Questo Registro, gestito dall’Associazione Nazionale Allevatori Suini, è lo strumento per la conservazione e salvaguardia delle razze suine.
Nel 1986 erano stati censiti nella regione Toscana 81 scrofe e 3 verri. Si tratta di dati eloquenti circa la grave situazione di rischio estinzione in cui si trovava la razza. La realtà della Cinta senese rappresenta per il settore suinicolo italiano il più importante esempio di intervento di recupero. Il numero degli allevamenti negli anni è andato aumentando notevolmente fino a toccare il picco massimo nel 2007 con 210 allevamenti. L’impegno e l’entusiasmo degli allevatori, la sensibilità ed il sostegno delle istituzioni pubbliche (Regione Toscana e Provincia di Siena), la migliore organizzazione del lavoro assicurata dal Registro Anagrafico hanno favorito una costante espansione della razza.
Un traguardo che si è pensato bene di celebrare con la realizzazione addirittura di un monumento a sottolineare l’importanza di questa razza e lo stretto legame con il territorio. Il monumento alla Cinta senese venne inaugurato nel 2008 a Sovicille, comune situato a pochi chilometri da Siena e ai piedi della Montagnola, dall’allora sindaco Alessandro Masi. Grazie al contributo dell’Amministrazione Provinciale di Siena è stato realizzato in marmo della Montagnola Senese dallo scultore senese Piergiorgio Balocchi ed è conservato nel cortile della Campana del Palazzo Comunale. Nel borgo di Simignano, sempre nel territorio del comune di Sovicille, la via principale è proprio dedicata alla Cinta senese.
Ogni anno vengono allevati circa 4000 animali nell'ambito delle aziende che aderiscono alla DOP. La consistenza raggiunta e l'alto rapporto tra verri e scrofe costituiscono aspetti particolarmente positivi ai fini di preservare la razza. Appare comunque necessaria un'ulteriore espansione anche per fare fronte ad un continuo aumento di richieste del prodotto sul mercato nazionale e internazionale.
Gli allevatori di Cinta senese sono organizzati dall'anno 2000 nel Consorzio di Tutela della Cinta senese (www.cintasenesedop.it) e hanno ottenuto nel marzo 2012 la Denominazione di Origine Protetta: questa è riservata esclusivamente alle carni suine di animali nati, allevati e macellati in Toscana, derivanti dall'accoppiamento di soggetti iscritti al Registro Anagrafico e/o Libro Genealogico del tipo genetico Cinta senese. Un altro importante riconoscimento è giunto poi nel marzo 2020 con il via libera da parte della Commissione Europea a una modifica di rilievo al disciplinare della DOP, modifica che consente infatti di estendere tale denominazione dalla sola carne, come era previsto inizialmente, a tutte le porzioni commestibili della carcassa dell'animale. Quindi il vantaggio principale è che ora anche il lardo, cioè la parte di grasso del suino, rientra nella DOP. Una modifica decisamente migliorativa rendendo economicamente ancora più vantaggioso allevare Cinta senese vista la percentuale di lardo presente negli esemplari e le sue particolari caratteristiche.
Il disciplinare stabilisce che i suini "vengono identificati non oltre 45 giorni dalla nascita, con l'apposizione della marca auricolare. Dopo il quarto mese di età, durante il quale i suinetti possono ricevere un'integrazione alimentare giornaliera, gli animali devono soggiornare quotidianamente in appezzamenti di terreno sia recintati sia non recintati, provvisti di eventuale ricovero per le ore notturne e anche in caso di condizioni climatiche sfavorevoli. L'integrazione giornaliera alimentare ammessa non può essere superiore al 2% del peso vivo; i costituenti di questa devono provenire per almeno il 60% dall'area geografica di produzione e si tratta per lo più di soli cereali integrali". I prodotti riportano sull'etichetta il marchio bianco per le carni fresche DOP o il marchio rosso per i trasformati assegnato dal Consorzio.
Nel luglio 2015 Il Consorzio di Tutela della Cinta Senese ha ottenuto dal Ministero delle politiche agricole, alimentari e forestali l'incarico a svolgere attività di tutela per la DOP "Cinta senese".Il Consorzio, costituito nel rispetto delle norme emanate dalla Unione Europea e dal MIPAAF (Ministero per le Politiche Agricole Alimentari e Forestali), ha tra i suoi scopi la difesa e la tutela della produzione e commercializzazione della carne suina della razza Cinta senese e dei suoi prodotti trasformati, nonché la difesa e tutela dell’uso della sua denominazione di origine protetta “Cinta senese” con agenzie di controllo demandate dal Mipaaf.
I soci da statuto possono essere solo allevatori, macellai, sezionatori e poi i convenzionati che sono i trasformatori e/o commerciali i quali firmano una convenzione e ricevono l'autorizzazione all'uso delle etichette secondo linee guida appositamente prodotte dal Consorzio. Come ulteriore garanzia al consumatore il Consorzio ha predisposto specifici sigilli da associare alle etichette, alle presentazioni e alle pubblicità dei prodotti composti, elaborati o trasformati che contengono “Cinta senese DOP” e ne evidenziano la presenza. Anche tali contrassegni riportano un codice che garantisce la tracciabilità dei prodotti a cui sono applicati. 
L'Università di Siena, Dipartimento di Scienze della vita, e il Serge-Genomics S.r.l., hanno pubblicato nel maggio 2015 uno studio sulla tracciabilità genetica della Cinta senese. L'opportunità di tracciare dal punto di vista dell'analisi molecolare le carni dalla produzione al consumo permette una maggiore tutela dei consumatori e assicura l'autenticità delle informazioni riportate sull'etichetta. Tra le norme principali che regolano il Consorzio quella che i soci devono allevare soggetti in purezza iscritti al Registro Anagrafico della razza Cinta senese approvato con Decreto Ministeriale; i suini devono vivere allo stato brado o semibrado pascolando in boschi e prati idonei, l’alimentazione deve essere esclusivamente vegetale; particolare cura deve essere posta al benessere degli animali; tutti i soggetti sono identificati e certificati fin dalla nascita.

## Riproduzione
Poiché è poco prolifica, andò in via di estinzione dopo l'introduzione delle razze straniere negli anni sessanta-settanta e ne fu salvata quando oramai erano presenti solo poco più di 150 esemplari.
Il primo accoppiamento avviene tra i 12 e i 18 mesi. La scrofa ha in media tre gravidanze ogni due anni: il numero medio dei nati (in purezza) per parto è di 6,8 maialini. Essi vengono svezzati dopo 35-56 giorni.
La razza della Cinta senese è stata anche incrociata con la razza Large White (l'incrocio è chiamato Bigio o Tramacchiato) per migliorare le capacità riproduttive. Attualmente si cerca di migliorare geneticamente la razza evitando gli accoppiamenti tra consaguinei.

## Descrizione

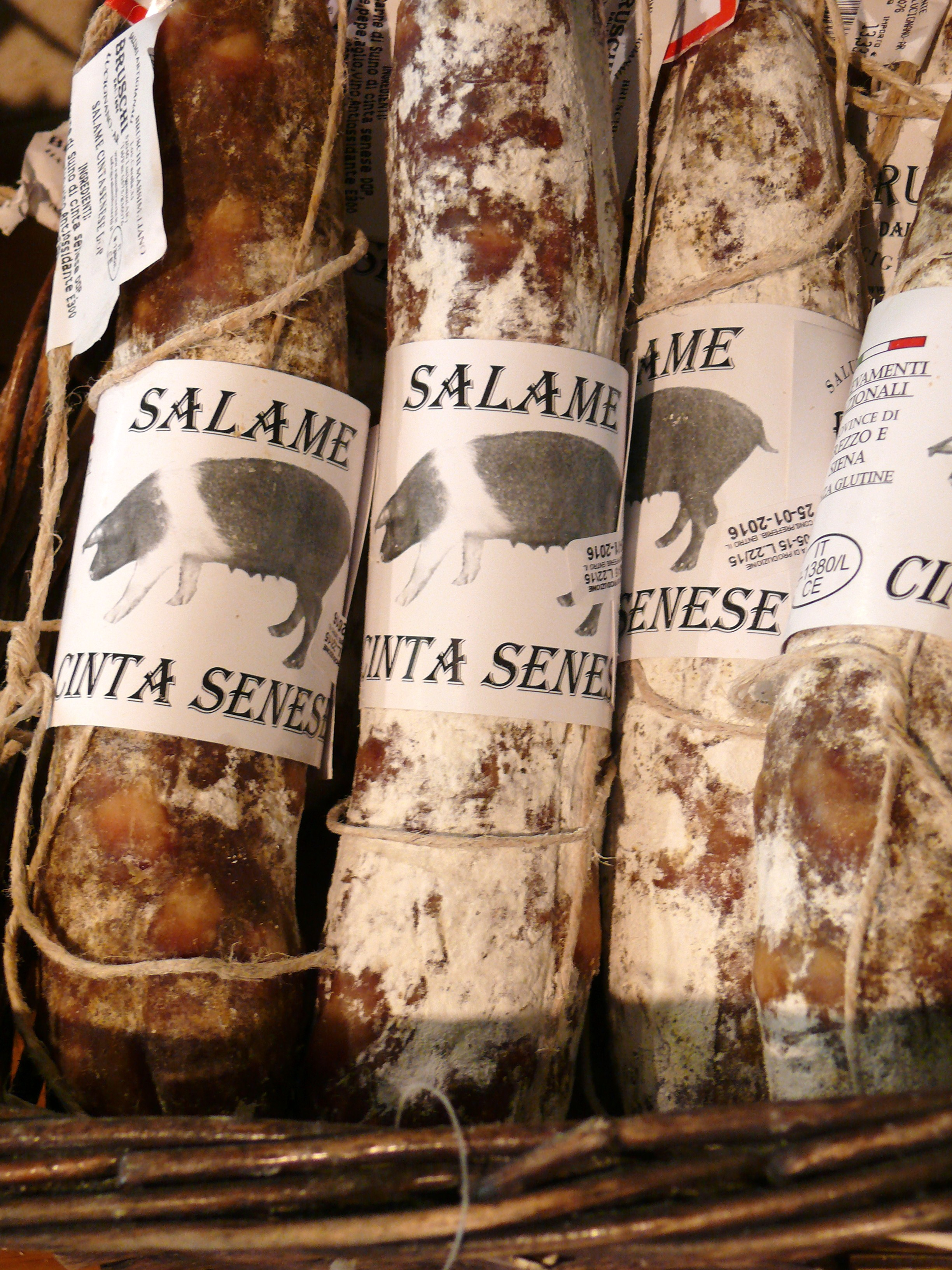
Salami di Cinta senese

È una razza molto rustica e resistente che non necessita di particolari cure.
- Il corpo è longilineo e snello, mentre gli arti, lunghi, appaiono robusti rispetto al tronco dell'animale.
- La testa è allungata, di medio sviluppo e presenta un profilo fronto-nasale rettilineo mentre il muso è affusolato. Le orecchie sono dirette in avanti e in basso, e di media lunghezza.
- Il collo è allungato e armonicamente inserito nel tronco.
- Il tronco è moderatamente lungo, di forma cilindrica depressa lateralmente, torace poco profondo e addome ampio, spalle muscolose e ben fasciate, linea dorso-lombare diritta, groppa inclinata, coda attorcigliata, natiche ben discese.
- Gli arti sono medio-lunghi, sottili ma solidi, con articolazioni asciutte, pastorali netti e unghielli compatti.
- La cute e le setole sono di colore nero, salvo la presenza di una fascia bianca continua che circonda completamente il tronco all'altezza delle spalle includendo gli arti anteriori. Il passaggio tra nero e bianco può essere graduale e non netto. Sono inoltre ammesse macchie nere all'interno della fascia bianca.
- I caratteri sessuali: nel maschio: testicoli ben pronunciati; nella femmina le mammelle devono essere in numero non inferiore a 10, regolarmente distanziate, con capezzoli normali ben pronunciati e pervi

## Utilizzo

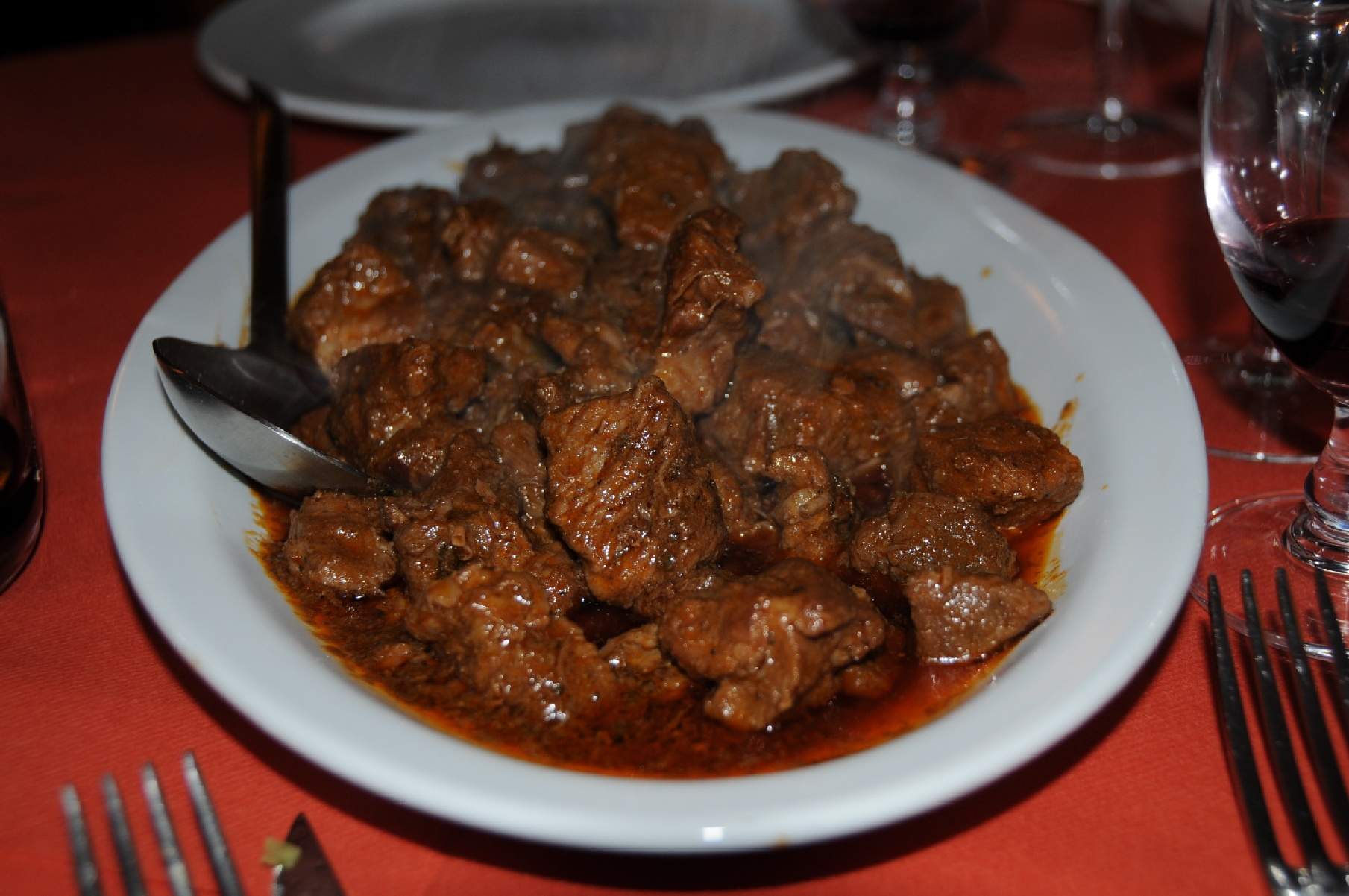
piatto di Cinta senese

L'utilizzo è soprattutto alimentare. Infatti le carni della Cinta senese hanno ottime qualità organolettiche. Il grasso è di colore rosato; anche le carni hanno un colore più intenso rispetto agli altri suini. Le particolari condizioni di allevamento e alimentazione hanno positivi effetti sulla sapidità e sulla succulenza della carne che vanta migliori qualità dietetiche per la maggiore concentrazione di acidi grassi insaturi, in particolare della serie Omega 3 (i quali sono associati a una diminuzione dei grassi nel sangue) e Omega 6 (azione antitrombosi). Rispetto a quello tradizionale di altre razze il lardo è più ricco di acido oleico, che tiene lontano il colesterolo, e di acidi grassi polinsaturi. Il grasso con cellule più grandi e ricche di acqua è meno consistente e più fluido, perciò molto più gradevole al palato; la sua migliore fluidità, dovuta ad una maggiore insaturazione, permette nei salumi che si ottengono una più rapida diffusione degli aromi usati per la speziatura, assicurando al prodotto ottime caratteristiche aromatiche.
L'animale adulto viene macellato quando ha raggiunto il peso di circa 120 kg; le carni sono utilizzate per la realizzazione di salumi della tradizione toscana (salame toscano, in particolare il Salame di Cinta senese, salsicce, prosciutto, buristo, spalla salata, pancetta, capocollo, finocchiona) e come carne fresca cotta alla griglia (lombate). Il grasso abbondante delle spalle è utilizzato per la produzione di lardo salato. L'animale giovane, del peso di 40–60 kg, viene utilizzato tradizionalmente cotto intero in forni a legna e abbondantemente aromatizzato (porchetta). La limitata produzione (circa 4000 suini macellati nel 2017) rende questa carne particolarmente ricercata e nello stesso tempo apprezzata anche su mercati esteri con un notevole incremento delle domanda. Il Consorzio di Tutela, per poter avere una distribuzione più capillare, conta di portare la produzione a circa 15-20.000 suini macellati annualmente.